# Jean-Pierre Malmendier
Jean-Pierre Malmendier (Montzen, 12 september 1949 - Court-Saint-Etienne, 28 februari 2011) was een Belgisch politicus van de MR.

## Levensloop
Van beroep was Malmendier sociaal opvoeder en commercieel afgevaardigde.
In 1992 was hij een van de medestichters van de vzw Marc et Corinne, een vzw die werd opgericht nadat zijn toen 17-jarige dochter Corinne en haar geliefde Marc vermoord werden door Thierry Muselle en  Thierry Bourgard. Van 1992 tot 1999 was hij algemeen coördinator van deze vzw.
Ondertussen werd hij ook politiek actief. In 1999 werd hij voor MR gecoöpteerd senator tot 2003. In 2003 werd hij lid van de Kamer van volksvertegenwoordigers tot 2007. Ook was hij van 2001 tot aan zijn dood gemeenteraadslid van Court-Saint-Etienne.
Op 2 maart 2011, enkele dagen na zijn dood, werd zijn levenloze lichaam in zijn woning teruggevonden. Hij was overleden aan de gevolgen van een hartaanval.

## Onderscheiding
- In 2007 werd hij benoemd tot ridder in de Leopoldsorde.